# Bahnradsport-Europameisterschaften der Junioren/U23 2014

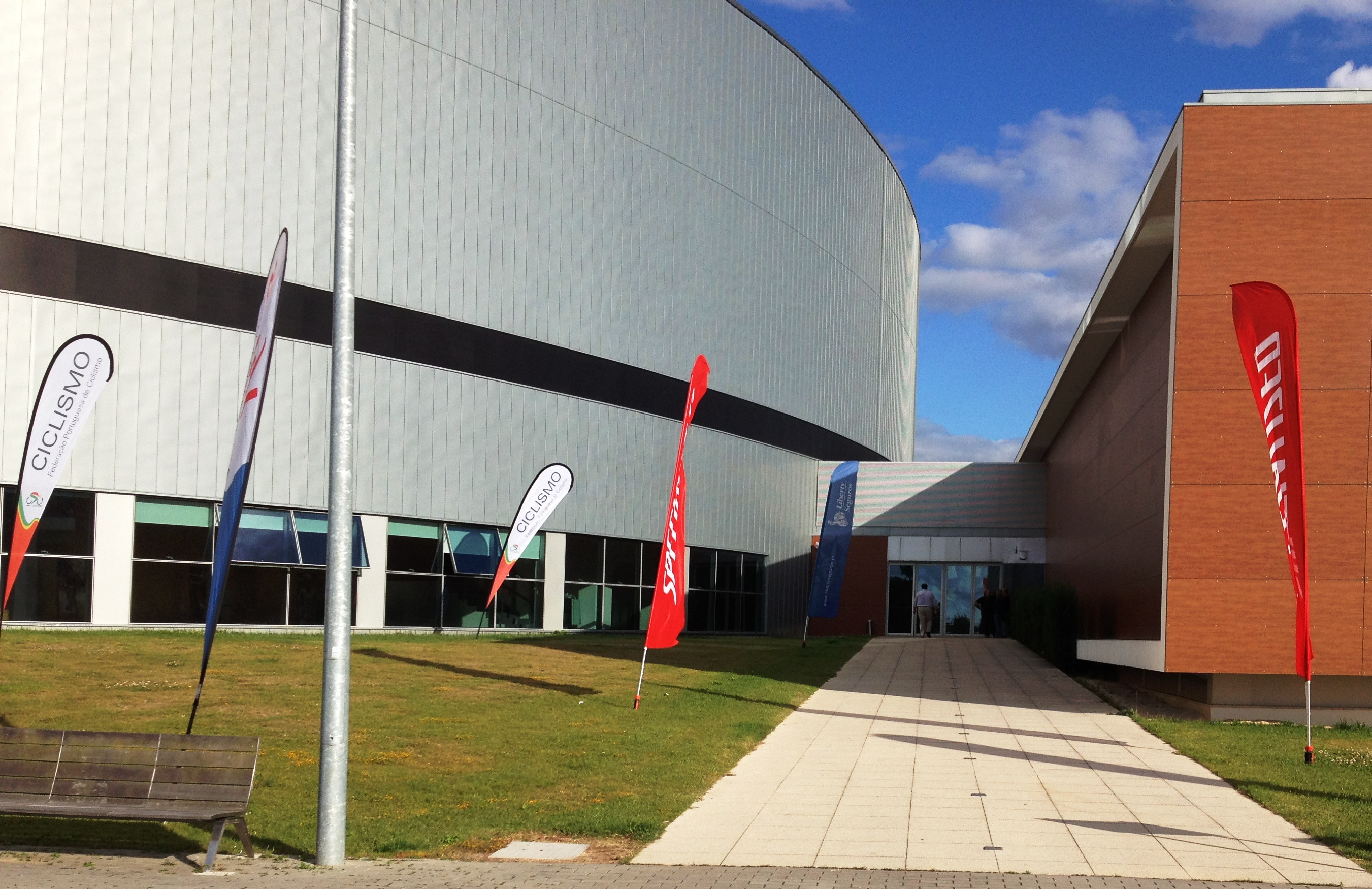
Das Velódromo Nacional

Die Bahnradsport-Europameisterschaften der Junioren/U23 2014 (2014 UEC Jun/U23 Track European Championships) fanden vom 22. bis 27. Juli 2014 im Velódromo Nacional im portugiesischen Sangalhos statt, damit zum vierten Mal in Folge nach 2011, 2012 und 2013.

## Resultate U23

### Sprint
| Platz | Sportler          | Land |
| ----- | ----------------- | ---- |
|       | Nikita Schurschin | RUS  |
|       | Jeffrey Hoogland  | NED  |
|       | Eoin Mullen       | IRL  |

| Platz | Sportlerin          | Land |
| ----- | ------------------- | ---- |
|       | Anastassija Woinowa | RUS  |
|       | Elis Ligtlee        | NED  |
|       | Tania Calvo         | ESP  |

### Keirin
| Platz | Sportler          | Land |
| ----- | ----------------- | ---- |
|       | Nikita Schurschin | RUS  |
|       | Matthijs Büchli   | NED  |
|       | Mateusz Lipa      | POL  |

| Platz | Sportlerin       | Land |
| ----- | ---------------- | ---- |
|       | Elis Ligtlee     | NED  |
|       | Melissandre Pain | FRA  |
|       | Katy Marchant    | GBR  |

### Zeitfahren
| Platz | Sportler              | Land |
| ----- | --------------------- | ---- |
|       | Robin Wagner          | CZE  |
|       | Matthijs Büchli       | GER  |
|       | Alexander Dubtschenko | RUS  |
|       | nicht vergeben        |      |

| Platz | Sportlerin          | Land |
| ----- | ------------------- | ---- |
|       | Anastassija Woinowa | RUS  |
|       | Darja Schmeljowa    | RUS  |
|       | Elis Ligtlee        | NED  |

### Teamsprint
| Platz | Sportler                                                 | Land |
| ----- | -------------------------------------------------------- | ---- |
|       | Matthijs Büchli Jeffrey Hoogland Nils van ’t Hoenderdaal | NED  |
|       | Mateusz Lipa Mateusz Rudyk Patryk Rajkowski              | POL  |
|       | Robert Kanter Richard Aßmus Maximilian Dörnbach          | GER  |

| Platz | Sportlerin                           | Land |
| ----- | ------------------------------------ | ---- |
|       | Darja Schmeljowa Anastassija Woinowa | RUS  |
|       | Elis Ligtlee Yesna Rijkhoff          | NED  |
|       | Katy Marchant Rosie Blount           | GBR  |

### Einerverfolgung
| Platz | Sportler           | Land |
| ----- | ------------------ | ---- |
|       | Stefan Küng        | SUI  |
|       | Kirill Sweschnikow | RUS  |
|       | Tom Bohli          | SUI  |

| Platz | Sportlerin             | Land |
| ----- | ---------------------- | ---- |
|       | Mieke Kröger           | GER  |
|       | Alexandra Gontscharowa | RUS  |
|       | Lotte Kopecky          | BEL  |

### Mannschaftsverfolgung
| Platz | Sportler                                                                 | Land |
| ----- | ------------------------------------------------------------------------ | ---- |
|       | Tom Bohli Théry Schir Frank Pasche Stefan Küng                           | SUI  |
|       | Wiktor Manakow Alexander Jewtuschenko Andrei Sazanow Alexander Grigorjew | RUS  |
|       | Sebastian Wotschke Marco Mathis Domenic Weinstein Leon Rohde             | GER  |

| Platz | Sportlerin                                                                     | Land |
| ----- | ------------------------------------------------------------------------------ | ---- |
|       | Gulnas Badykowa Alexandra Gontscharowa Tamara Balabolina Alexandra Tschekina   | RUS  |
|       | Polina Pivovarova Ina Sawenka Marina Schmajankowa Wolha Massiukowitsch         | BLR  |
|       | Elena Cecchini Beatrice Bartelloni Maria Giulia Confalonieri Francesca Pattaro | ITA  |

### Scratch
| Platz | Sportler        | Land |
| ----- | --------------- | ---- |
|       | Benjamin Thomas | FRA  |
|       | Oliver Wood     | GBR  |
|       | Raman Ramanau   | BLR  |

| Platz | Sportlerin             | Land |
| ----- | ---------------------- | ---- |
|       | Tamara Balabolina      | RUS  |
|       | Alexandra Gontscharowa | RUS  |
|       | Elena Cecchini         | ITA  |

### Punktefahren
| Platz | Sportler        | Land |
| ----- | --------------- | ---- |
|       | Andrei Satsanow | RUS  |
|       | Thomas Boudat   | FRA  |
|       | Jasper De Buyst | BEL  |

| Platz | Sportlerin                | Land |
| ----- | ------------------------- | ---- |
|       | Elena Cecchini            | ITA  |
|       | Maria Giulia Confalonieri | ITA  |
|       | Alexandra Tschekina       | RUS  |

### Omnium
| Platz | Sportler       | Land |
| ----- | -------------- | ---- |
|       | Lucas Liß      | GER  |
|       | Wiktor Manakow | RUS  |
|       | Gaël Suter     | SUI  |

| Platz | Sportlerin           | Land |
| ----- | -------------------- | ---- |
|       | Tamara Balabolina    | RUS  |
|       | Ina Sawenka          | BLR  |
|       | Tetjana Klimtschenko | UKR  |

### Madison
| Platz | Sportler                       | Land |
| ----- | ------------------------------ | ---- |
|       | Domenic Weinstein Leon Rohde   | GER  |
|       | Jasper De Buyst Otto Vergaerde | BEL  |
|       | Marc Fournier Thomas Boudat    | FRA  |

## Resultate Junioren/Juniorinnen

### Sprint
| Platz | Sportler         | Land |
| ----- | ---------------- | ---- |
|       | Alexei Nosow     | RUS  |
|       | Sergei Golow     | RUS  |
|       | Patryk Rajkowski | POL  |

| Platz | Sportlerin         | Land |
| ----- | ------------------ | ---- |
|       | Tatjana Kisseljowa | RUS  |
|       | Emma Hinze         | GER  |
|       | Nicky Degrendele   | BEL  |

### Keirin
| Platz | Sportler         | Land |
| ----- | ---------------- | ---- |
|       | Patryk Rajkowski | POL  |
|       | Moritz Meißner   | GER  |
|       | Jiří Fanta       | CZE  |

| Platz | Sportlerin         | Land |
| ----- | ------------------ | ---- |
|       | Nicky Degrendele   | BEL  |
|       | Tatjana Kisseljowa | RUS  |
|       | Julita Jagodzińska | POL  |

### Zeitfahren
| Platz | Sportler     | Land |
| ----- | ------------ | ---- |
|       | Jiří Janošek | CZE  |
|       | Sam Ligtlee  | NED  |
|       | Aaron Reiss  | GER  |

| Platz | Sportlerin         | Land |
| ----- | ------------------ | ---- |
|       | Tatjana Kisseljowa | RUS  |
|       | Doreen Heinze      | GER  |
|       | Olena Starykowa    | UKR  |

### Teamsprint
| Platz | Sportler                                                | Land |
| ----- | ------------------------------------------------------- | ---- |
|       | Sergei Tabolin Sergei Golow Alexei Nosow                | RUS  |
|       | Patryk Rajkowski Marcin Czyszczewski Michal Lewandowski | POL  |
|       | Benjamin Gil Sébastien Vigier Melvin Landerneau         | FRA  |

| Platz | Sportlerin                           | Land |
| ----- | ------------------------------------ | ---- |
|       | Doreen Heinze Emma Hinze             | GER  |
|       | Tatjana Kisseljowa Anna Kotsinowa    | RUS  |
|       | Catherine Wernimont Nicky Degrendele | FRA  |

### Einerverfolgung
| Platz | Sportler            | Land |
| ----- | ------------------- | ---- |
|       | Ivo Oliveira        | POR  |
|       | Corentin Ermenault  | FRA  |
|       | Daniel Staniszewski | POL  |

| Platz | Sportlerin    | Land |
| ----- | ------------- | ---- |
|       | Daria Egorowa | RUS  |
|       | Josie Knight  | IRL  |
|       | Agata Drozdek | POL  |

### Mannschaftsverfolgung
| Platz | Sportler                                                                   | Land |
| ----- | -------------------------------------------------------------------------- | ---- |
|       | Seraphim Aleksuk Andrei Prostokischin Danila Babuschkin Nikolai Iljitschew | RUS  |
|       | Gabriel Cullaigh Joe Evans Matthew Gibson Joe Holt                         | GBR  |
|       | Nico Selenati Patrick Müller Lukas Rüegg Martin Schäppi                    | SUI  |

| Platz | Sportlerin                                                     | Land |
| ----- | -------------------------------------------------------------- | ---- |
|       | Manon Lloyd Emily Nelson Grace Garner Megan Barker             | GBR  |
|       | Natalia Radzicka Nikol Płosaj Daria Pikulik Justyna Kaczkowska | POL  |
|       | Alphanie Midelet Margot Dutour Soline Lamboley Marion Borras   | FRA  |

### Scratch
| Platz | Sportler         | Land |
| ----- | ---------------- | ---- |
|       | Attilio Viviani  | ITA  |
|       | Gabriel Cullaigh | GBR  |
|       | Rui Oliveira     | POR  |

| Platz | Sportlerin      | Land |
| ----- | --------------- | ---- |
|       | Elena Bissolati | ITA  |
|       | Diana Klimowa   | RUS  |
|       | Claudia Cretti  | ITA  |

### Punktefahren
| Platz | Sportler           | Land |
| ----- | ------------------ | ---- |
|       | Corentin Ermenault | FRA  |
|       | Mark Downey        | IRL  |
|       | Gabriel Cullaigh   | GBR  |

| Platz | Sportlerin    | Land |
| ----- | ------------- | ---- |
|       | Manon Lloyd   | GBR  |
|       | Lisa Klein    | GER  |
|       | Diana Klimowa | RUS  |

### Omnium
| Platz | Sportler        | Land |
| ----- | --------------- | ---- |
|       | Xavier Cañellas | ESP  |
|       | Gino Mäder      | SUI  |
|       | Ivo Oliveira    | POR  |

| Platz | Sportlerin          | Land |
| ----- | ------------------- | ---- |
|       | Edita Mazurevičiūtė | LTU  |
|       | Grace Garner        | GBR  |
|       | Soline Lamboley     | FRA  |

### Madison
| Platz | Sportler                          | Land |
| ----- | --------------------------------- | ---- |
|       | Nikolai Iljitschew Vitali Iwschin | RUS  |
|       | Patrick Müller Nico Selenati      | SUI  |
|       | Joe Evans Joe Holt                | GBR  |

## Medaillenspiegel
| Rang   | Land                   | Gold | Silber | Bronze | Gesamt |
| ------ | ---------------------- | ---- | ------ | ------ | ------ |
| 1      | Russland               | 16   | 11     | 2      | 29     |
| 2      | Deutschland            | 4    | 4      | 3      | 11     |
| 3      | Italien                | 3    | 1      | 3      | 7      |
| 4      | Niederlande            | 2    | 6      | 1      | 9      |
| 5      | Vereinigtes Königreich | 2    | 4      | 4      | 10     |
| 6      | Frankreich             | 2    | 3      | 4      | 9      |
| 7      | Schweiz                | 2    | 2      | 3      | 7      |
| 8      | Tschechien             | 2    | 0      | 1      | 3      |
| 9      | Polen                  | 1    | 3      | 5      | 8      |
| 10     | Belgien                | 1    | 1      | 4      | 6      |
| 11     | Portugal               | 1    | 0      | 2      | 3      |
| 12     | Spanien                | 1    | 0      | 1      | 2      |
| 13     | Litauen                | 1    | 0      | 0      | 1      |
| 14     | Belarus                | 0    | 2      | 1      | 3      |
| 14     | Irland                 | 0    | 2      | 1      | 3      |
| 16     | Ukraine                | 0    | 0      | 2      | 2      |
| Gesamt | Gesamt                 | 38   | 39     | 37     | 114    |